# Список зданий храмов, возвращённых Русской православной церкви
Список храмов, возвращённых Русской православной церкви, включает здания православных храмов, которые при советской власти были у Церкви отобраны и в стенах которых находились различные светские организации.

## Москва
| Монастырь                                                    | Учреждение                                                                | После 1917 | До   | Примечание                                     |
| ------------------------------------------------------------ | ------------------------------------------------------------------------- | --- | ---- | ---------------------------------------------- |
| Донской монастырь                                            | Государственный музей архитектуры имени Щусева, филиал                    | - 1920-е: Антирелигиозный музей - 1934: музей архитектуры Академии архитектуры СССР - 1964 — филиал Музея архитектуры имени Щусева                                                                                     | 1991 |                                                |
| Храм Троицы Живоначальной в Никитниках                       | Государственный Исторический музей, филиал                                | 1934: ГИМ, филиал |      |                                                |
| Собор Сретенского монастыря                                  | Всероссийский художественный научно-реставрационный центр имени Грабаря   | | 1991 |                                                |
| Храм Сергия Радонежского в Рогожской слободе                 | Центральный музей древнерусской культуры и искусства имени Андрея Рублёва | После закрытия храма в 1938 году здание использовалось под мастерские и склад. В 1985 году было передано Музею древнерусской культуры имени Андрея Рублёва.                                                            | 1991 |                                                |
| Храм великомученицы Екатерины на Всполье                     | Всероссийский художественный научно-реставрационный центр имени Грабаря   | | 1992 | Передан подворью Православной церкви в Америке |
| Храм священномученика Антипы на Колымажном дворе             | ГМИИ имени Пушкина                                                        | | 2005 |                                                |
| Храм Воскресения Христова в Кадашах                          | Всероссийский художественный научно-реставрационный центр имени Грабаря   | 1966: центр Грабаря | 2006 |                                                |
| Покровский собор Марфо-Мариинской обители на Большой Ордынке | Всероссийский художественный научно-реставрационный центр имени Грабаря   | | 2006 |                                                |
| Новодевичий монастырь                                        | Государственный Исторический музей, филиал                                | - 1922: «Музей царевны Софьи и стрельцов» («Музей эпохи правления царевны Софьи и стрелецких бунтов» - 1926: «Историко-бытовой музей „Новодевичий монастырь“» - 1930: «Музей раскрепощения женщин» - 1934: ГИМ, филиал | 2010 |                                                |
| Крутицкое подворье                                           | Государственный Исторический музей, филиал                                | 1982: ГИМ, филиал | 2010 |                                                |
| Храм апостола Иоанна Богослова под Вязом                     | Музей истории Москвы                                                      | 1935: музей | 2011 |                                                |
|                                                              |                                                                           | |      |                                                |
|                                                              |                                                                           | |      |                                                |

Передана также церковь Климента папы Римского (2008, до этого фондохранилище РГБ)
Не возвращены: храм Ильи Пророка на Воронцовом поле (Музей Востока), Патриаршее подворье на Никольской (РГГУ), собор Скорбященского монастыря (МГТУ СТАНКИН), храм Иоанна Предтечи (юридический институт МВД) и храм великомученика Георгия на Большой Грузинской улице (техникум).

## Петербург
| Монастырь                                         | Учреждение                                  | После 1917     | До            | Примечание |
| ------------------------------------------------- | ------------------------------------------- | -------------- | ------------- | ---------- |
| Казанский собор                                   | Музей истории религии и атеизма             | 1932           | 1992          |            |
| Храм Преображения Господня на Аптекарском острове | Лаборатория электрофизической акустики ЛЭТИ | 15 апреля 1930 | 31 марта 2006 |            |

## Регионы
| Монастырь                          | Музей                                                                   | После 1917            | До   | Здание взамен                   | Примечание                    |
| ---------------------------------- | ----------------------------------------------------------------------- | --------------------- | ---- | ------------------------------- | ----------------------------- |
| Спасо-Яковлевский монастырь        | ФГУК ГМЗ «Ростовский кремль»                                            |                       | 1991 |                                 |                               |
| Рязанский кремль                   |                                                                         |                       |      |                                 | Остается предметом конфликта. |
| Спасо-Преображенский собор (Углич) | Угличский государственный историко-архитектурный и художественный музей |                       |      | нет, экспозиция заштабелирована |                               |
| Софийский собор в Новгороде        | Новгородский музей-заповедник                                           | антирелигиозный музей | 1991 |                                 |                               |
| Соловецкий монастырь               |                                                                         |                       |      |                                 |                               |
|                                    |                                                                         |                       |      |                                 |                               |